# (1573) Вяйсяля
(1573) Вяйсяля (фин. 1573 Väisälä, ранее 1949 UA) — каменный медленно вращающийся астероид семейства Фокеи внутренней части пояса астероидов. Диаметр объекта составляет около 9 км. Открыт 27 октября 1949 года бельгийским астрономом Сильвеном Ареном в Королевской обсерватории Бельгии. Малая планета названа в честь финского астронома Ирьё Вяйсяля.

## Орбита и классификация
Астероид спектрального класса S, входит в состав семейства Фокеи, группы астероидов с похожими параметрами орбит. Обращается вокруг Солнца на расстоянии 1,8-2,9 а. е. с периодом 3 года 8 месяцев (1334 дня). Орбита обладает эксцентриситетом 0,23 и наклоном относительно плоскости эклиптики 25°. Дуга наблюдения астероида Вяйсяля начинается с ночи после официального открытия; в данных наблюдений до этого времени не было обнаружено свидетельств наличия астероида.

## Физические характеристики

### Медленное вращение
В сентябре 2011 года по данным фотометрических наблюдений, выполненных чешским астрономом Петром Правецем в обсерватории Ондржеёв, была получена кривая блеска астероида. Анализ данных привёл к оценке периода вращения 252 часа при амплитуде блеска 0,76 звёздной величины. При этом малая планета является одним из самых медленно вращающихся известных астероидов. Предполагается также, что астероид вращается не вокруг главной оси. По состоянию на 2017 год не было получено дополнительных сведений о периоде вращения.

### Диаметр и альбедо
Согласно обзорам, проводимым телескопами IRAS и WISE в рамках миссии NEOWISE диаметр малой планеты составляет от 8,43 до 9,77 км, альбедо поверхности находится в пределах от 0,222 до 0,284. В базе данных Collaborative Asteroid Lightcurve Link указаны результаты наблюдений IRAS, альбедо 0,2226 и диаметр 9,77 км при абсолютной звёздной величине 12,30.

## Название
Астероид назван в честь финского астронома Ирьё Вяйсяля (1891—1971), известного первооткрывателя малых планет. В его честь финским астрономом Лийси Отерма был назван также астероид (2804) Ирьё, лунный кратер Вяйсяля также носит его имя. Название астероида было опубликовано до ноября 1977 года (M.P.C. 2116).